# Якерсон, Семён Самуилович
Семён Самуилович Якерсон (30 ноября 1897 года, Винница — 1944 год, Терезинское гетто) — украинский военный деятель, сотник Армии УНР.
Происходил из винницкой еврейской мещанской семьи. Русскоязычный. Призван в армию Российской империи, закончил Одесское артиллерийское училище (ноябрь 1917). Выпущен прапорщиком. Присоединившись к Одесской «гайдамацкой» бригаде войск Центральной Рады, участвовал в боях с большевиками на улицах Одессы в январе 1918 года.
С 9 мая по 6 ноября 1918 года служил в управлении волостного военачальника в Умани.
С 17 ноября 1918 года — в действующей армии Украинской Народной Республики, в 1-м полку имени В. Виниченко. 23 января 1919 года был ранен в бою под Дубровицей. После излечения вернулся в свой полк, вместе с остатками которого присоединился 24 мая 1919 года к 8-му Черноморскому полку 3-й «Железной» дивизии Действующей армии УНР.
18 июля 1919 года ранен в бою под Комаргородом. После выздоровления, с 24 сентября 1919 года, в Отдельном Корпусе пограничной охраны УНР. Во время совместного польско-украинского наступления на Киев, в 1920 году, служил в 6-м запасном орудийном батальоне и орудийном батальоне 1-й пулемётной дивизии армии УНР.
С 1920 года — в эмиграции в Польше. Поддерживал связь с украинскими эмигрантами-петлюровцами. В 1927 году закончил гидротехническое отделение Украинской хозяйственной академии в Подебрадах. Работал инженером в Праге.
Погиб в Терезинском гетто в 1944 году.

## Память
- Украинский поэт Леонид Полтава[укр.] посвятил сотнику Якерсону поэму.
- В Дубровице установлена мемориальная доска украинскому сотнику Якерсону.
- 6 декабря 2017 года мемориальная доска установлена в Виннице, на фасаде Винницкого торгово-экономического института[1].